# Ugunja
Ugunja – miasto w Kenii, w hrabstwie Siaya. 
Według danych ze spisu powszechnego w 2019 roku liczyło 12 620 mieszkańców – 5868 mężczyzn i 6752 kobiety.